# Typografia (druk)

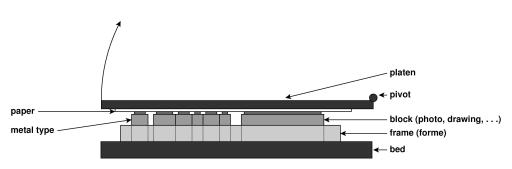
Schemat druku wypukłego za pomocą techniki typografii.

Typografia – jedna z technik druku wypukłego za pomocą farb typograficznych, które należą do kategorii farb mazistych. Farba naniesiona na wypukłą formę drukową jest bezpośrednio przenoszona na podłoże drukowe. Gdy z typograficznej formy drukowej farba jest przenoszona na gumę offsetową i dopiero z gumy na podłoże drukowe, wówczas mamy do czynienia z typooffsetem zwanym czasem suchym offsetem. Typografia jest jedną z najstarszych technik druku: przed wprowadzeniem ruchomych czcionek Gutenberga wykonywano drzeworyt i za jego pomocą wykonywano druk.
W wyniku rozwoju innych technik druku użycie typografii zostało zmarginalizowane.